# Drahovice (hradiště)
Drahovice jsou hradiště na skalnaté ostrožně nad řekou Ohří východně od Drahovic u Karlových Varů. Osídleno bylo v eneolitu a pozdní době bronzové. U hradiště stávala také neopevněná osada.

## Historie
Lokalitu objevil v roce 1989 archeolog Jaroslav Bašta a ve stejném roce proběhl první archeologický výzkum, který odhalil kůlové jamky, základový žlab zahloubené budovy a stopy mohutného požáru. Nalezená keramika umožnila datovat dobu vzniku do desátého století před naším letopočtem neboli do pozdní doby bronzové.
Keramické zlomky pocházely z řady hliněných cedníků a nádob používaných k uskladnění obilí. Nalezen byl také bronzový úlomek odlomený z nálitku odlévací formy, který dokládá, že se obyvatelé hradiště věnovali kovolitectví. K výjimečným nálezům patří dochovaný kožený náramek konzervovaný pryskyřicí, který pravděpodobně sklouzl svému nositeli z ruky při budování valu a torzo kamenného eneolitického sekeromlatu, který snad sloužil jako mytologická ochrana před bleskem.

## Stavební podoba
Hradiště chránily skalnaté svahy ostrožny, které na severu a na západě strmě spadají k Ohři a na zbývajících stranách do postranních roklí. Opevnění hradiště tvořil dochovaný kamenohlinitý val s dřevěnou vnitřní konstrukcí. Uvnitř byla prozkoumána budova s kůlovou konstrukcí o rozměrech 6 × 2,5 metru.